# Monica Ghiuță

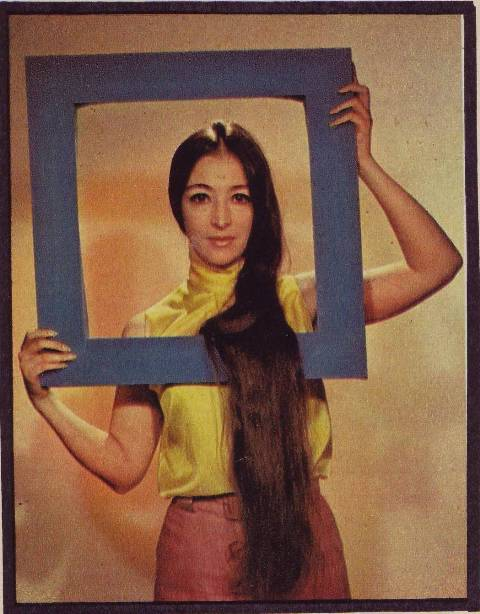
Monica Ghiuță

Monica Ghiuță (* 26. Juli 1940 in Câmpulung Moldovenesc; † 28. Juli 2019) war eine rumänische Film- und Theaterschauspielerin. Sie studierte 1964 an der Filmhochschule in Bukarest bei George Mărutză.

## Filmografie
- 1966: Vremea zăpezilor
- 1967: Subteranul
- 1969: Zwei Männer und der Tod (Doi bărbați pentru o moarte)
- 1971: Decolarea
- Cu mîinile curate (1972) - soția lui Patulea
- Tată de duminică (1975)
- Toamna bobocilor (1975) - Silvia
- Dincolo de pod (1976) - Podărița
- Iarna bobocilor (1977) - Silvia
- Să umplem Pământul cu visuri (film TV, 1977)
- Ciocolata cu alune (1978)
- Bietul Ioanide (1980) - dublaj voce Cati Zănoagă
- Iată femeia pe care o iubesc (1981)
- Der Maler Stefan Luchian (Ștefan Luchian) (1981)
- Totul pentru fotbal (1982) - soția fotbalistului Dobre
- Raliul (1984)
- Neînțelegerea (film TV, 1991)
- E pericoloso sporgersi (1993) - mama Cristinei
- Începutul adevărului (Oglinda) (1994) - soția mareșalului Antonescu
- Dark Angel: The Ascent (1994) - Nun
- A részleg / The Outpost (1995)
- În fiecare zi e noapte (1995) - Doamna Georgescu
- Une mere comme on n'en fait plus (1997) - Mme Augier
- Faimosul Paparazzo (1999)
- Triunghiul Morții (1999)
- Proprietarii de stele (2001)
- Binecuvântată fii, închisoare (2002)
- Filantropica (2002) - Mama
- Logodnicii din America (2007) - Eliza
- Cocoșul decapitat (2008) - Contesa Filality
- Viața mea sexuală (2010)
- 2011: Umilință
- 2012: Carmen
- 2012: Unsere große Zeit